# 圣佩德罗-达乌尼昂
圣佩德罗-达乌尼昂是巴西米纳斯吉拉斯州的一个市镇。总面积258.511平方公里，总人口5291人，人口密度20.5人/平方公里。